# Gustav Klimt
  Gustav Klimt    (Baumgarten i Viena, 14 de juliol de 1862 - Viena, 6 de febrer de 1918) fou un pintor simbolista austríac. Es va formar a l'escola d'arts i oficis de Viena entre els anys 1879 i 1883, on aprengué les tècniques de les arts decoratives. Klimt també va ser membre honorari de les universitats de Múnic i Viena. Fou el líder fundador de la Wiener Sezession (Secessió de Viena) (1898-1903), el palau de la qual decorà el 1902 i on es troben objectes d'artesania amb un estil personal molt ornamentat.
Intel·lectualment afí a cert ideari romàntic, Klimt trobà en el nu femení una de les seves fonts d'inspiració. Les seves obres estan dotades d'una intensa energia sensual, reflectida amb especial claredat en els seus nombrosos apunts i esbossos a llapis, en certa manera hereus de la tradició de dibuixos eròtics d'Auguste Rodin i Jean Auguste Dominique Ingres.
Els seus murals per a la Universitat de Viena causaren un gran escàndol pel contingut i la tècnica, per la qual cosa abandonà els encàrrecs públics i es consagrà al retrat. El seu estil és bidimensional; el color és un simple element decoratiu, i les figures són presentades en un univers refinat, eròtic i tràgic alhora.
Va morir el 6 de febrer del 1918, després de tenir un accident vascular cerebral i una pneumònia a causa de l'epidèmia de grip del 1918.

## Vida i obra

### Formació i primers anys
Gustav Klimt va nàixer a la petita ciutat de Baumgarten, prop de Viena, dins l'Imperi Austríac. Segon de set germans (tres nois i quatre noies), tant ell com els seus dos germans (Ernst Klimt i Georg Klimt) van mostrar cert talent artístic des de ben joves. El seu pare, Ernst Klimt (1832-1892), originari de Bohèmia, era un gravador d'or que es va casar amb Anna Klimt (de soltera, Finster), i la seva ambició mai assolida va ser la d'esdevenir intèrpret musical. Fins al 1883, Klimt va viure en la pobresa mentre, gràcies a una beca que li van concedir a causa del seu talent als catorze anys, assistia als cursos de pintura arquitectònica impartits a la Kunstgewerbeschule, l'escola d'arts i oficis de Viena, on descobrí i admirà el pintor de gènere històric més destacat del moment, Hans Makart.
Inicialment, Klimt es va avenir als principis d'una educació de caràcter conservador, i la seva obra primerenca es pot qualificar d'acadèmica. El 1877, el seu germà Ernst —gravador d'or com el seu pare— també va entrar a l'escola d'arts i oficis vienesa, els dos germans i el seu amic Franz Matsch van començar a treballar plegats, i es donaren a conèixer com la Companyia d'Artistes. Al voltant del 1880, ja havien rebut força encàrrecs, i van ajudar el seu mestre a pintar murals del Kunsthistorisches de Viena. La carrera professional de Gustav Klimt va començar pintant murals interiors i sostres d'edificis públics del Ringstraße de Viena, on ja va desenvolupar alguns temes al·legòrics i emblemàtics que posteriorment es convertirien en un tret distintiu de la seva obra.
L'any 1888 Gustav Klimt va rebre l'ordre d'or al mèrit de la mà de l'emperador Francesc I d'Àustria, en reconeixement del seu treball als murals del Burgtheater de Viena. També va esdevenir membre honorari de la Universitat de Múnic i de la Universitat de Viena. El 1892 el seu pare i el seu germà Ernst moriren, i la responsabilitat econòmica d'ambdues famílies va recaure sobre Gustav Klimt. Aquesta tragèdia també tingué el seu efecte en la seva visió artística, que aviat va prendre un caire nou, més personal. En aquesta època, a més, Klimt va conèixer Emilie Flöge, que fou la seva companya durant tota la vida, malgrat les habituals relacions que Klimt solia mantenir amb altres dones. El caràcter sexual de la relació entre Flöge i Klimt ha estat objecte de debat, però Klimt fou pare d'almenys 14 infants durant aquesta relació.

### Secessió vienesa
Gustav Klimt es convertí en un dels membres fundadors –i president– de la Wiener Sezession, un grup d'artistes fundat el 1897, i del col·lectiu temporal Ver Sacrum (la Sagrada Primavera). La Sezession havia sorgit com a alternativa independent als artistes promocionats per l'acadèmia vienesa, de la qual Klimt havia format part durant la joventut. Entre els seus objectius hi havia la promoció d'artistes joves, l'exhibició d'obres produïdes a l'estranger i la publicació d'una revista sobre les principals obres realitzades pels seus membres. A diferència de la majoria de grups d'avantguarda, no van redactar mai un manifest ni es van definir per una determinada direcció estilística. Entre els seus membres hi havia naturalistes, realistes i simbolistes. El grup va trobar cert suport governamental –encara que les seves obres eren generalment rebutjades– i va poder construir una sala d'exposicions permanent en un terreny cedit per les autoritats. Els artistes de la Sezession van utilitzar Palas Atenea, la deessa grega de la saviesa i la justícia, com a símbol propi. Klimt va estar adscrit a aquest col·lectiu fins al 1908.
El 1894 Klimt havia rebut l'encàrrec de crear tres pintures per decorar el sostre de l'Aula Magna de la Universitat de Viena. Inacabades fins a final de segle, les tres obres, Filosofia, Medecina i Jurisprudència, van ser molt criticades pel seu enfocament radical i la seva pròpia representació, que alguns consideraren “pornogràfica”. Gustav Klimt adaptava la forma clàssica de l'al·legoria i el seu simbolisme convencional donant-li forma amb el seu propi llenguatge plàstic, obertament sexual i de matisos provocatius. El clamor va ser general: van protestar polítics i personalitats relacionades amb el món de l'art i la moral pública. La universitat va decidir finalment no col·locar les obres de Klimt; a partir de llavors, ell no tornaria a admetre encàrrecs. Per desgràcia, les tres obres van ser destruïdes durant la retirada de les forces del Tercer Reich el maig del 1945. El 1899 Klimt es va confirmar en el seu estil; la seva Nuda Veritas –la Veritat despullada– provocadora i plena d'energia, suposava un pas endavant en la seva estètica personal, però també constituiria una declaració de principis, gairebé un desafiament dirigit principalment als crítics més conservadors de la seva obra.
El 1902 Klimt va concloure el seu treball en el Fris de Beethoven a temps per a la XIV exposició dels secessionistes vienesos, que s'havia organitzat com a homenatge al compositor i en la qual es presentava una monumental escultura policromada de Max Klinger. Destinat a ser exposat temporalment, el fris va ser pintat directament sobre la paret amb una tècnica lleugera. Després de l'exposició, el fris va ser conservat, però no va tornar a ser exposat al públic fins al 1896. A l'any següent, Klimt va viatjar per Itàlia, va visitar Florència, Venècia i Ravenna, i va descobrir els mosaics romans d'Orient de les esglésies de San Vital i San Apolinar. Començava llavors el que alguns crítics han interpretat com l'etapa de maduresa artística del pintor: alliberat d'encàrrecs públics, Klimt havia començat el 1890 a viatjar amb la família Flöge al llac Attersee, on va pintar nombrosos paisatges. Aquestes obres es van convertir en una excepció en el corpus de Klimt, dedicat des de sempre a la figura amb enèrgica devoció.
Estilísticament, els paisatges pintats durant aquella temporada es caracteritzaven pel mateix disseny ornamental refinat i per un ús emfàtic dels motius compositius. L'espai pictòric apareix “aplanat” d'una manera tan rotunda que alguns crítics han assenyalat la possibilitat que Klimt els pintés servint-se d'algun tipus d'ullera.

### L'etapa daurada i l'èxit de crítica
L'"etapa daurada" de Klimt va venir donada per un progressiu acostament de la crítica i un gran èxit comercial. Moltes de les seves pintures d'aquest període incorporen pa d'or a la pintura, tot i que aquest era un mitjà que Klimt ja havia utilitzat esporàdicament des del 1898 (Pallas Athene) i la seva primera versió de Judit, del 1901. Després de tornar del seu viatge italià, Klimt va participar en la decoració del palau Stoclet, la casa d'un opulent magnat belga. Aquest edifici es convertiria en la síntesi de l'Art Nouveau centreeuropeu.

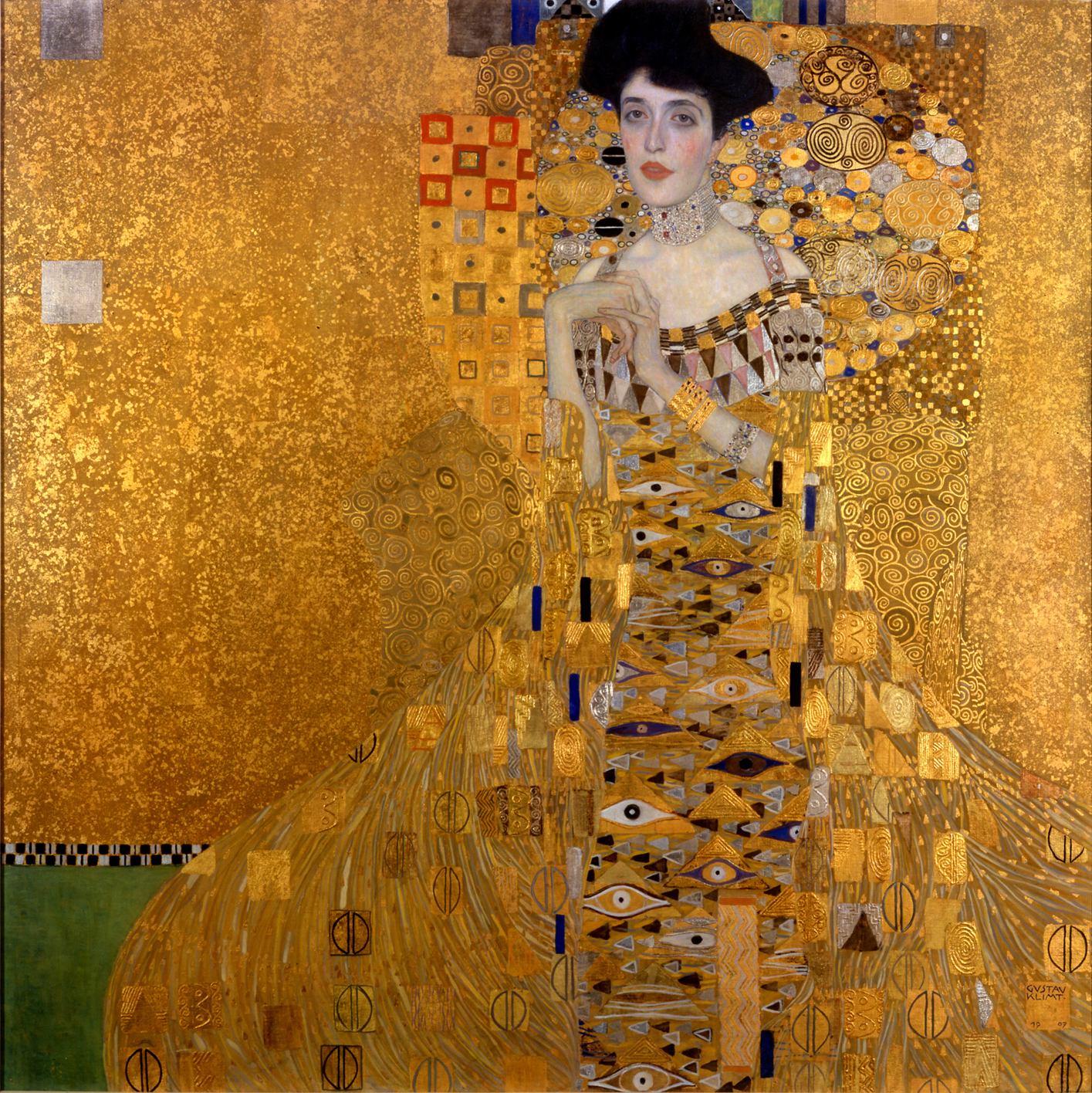
Retrat d'Adele Bloch-Bauer I, venut el 2006 per un preu rècord de 135 milions de dòlars. Neue Galerie, Nova York.

L'aportació de Klimt –representada per El compliment i L'expectació– va significar el clímax de la seva energia creativa, i tal com ell mateix va afirmar, «possiblement l'últim pas del meu desenvolupament de l'ornamentació». Les obres més notables realitzades en aquesta etapa van ser el Retrat d'Adele Bloch-Bauer I (1907) i El bes (1907-1908). Paral·lelament, Klimt va pintar retrats de diferents dames de l'alta societat vienesa, normalment envoltades amb pells. És possible que molts dels models que Flöge llueix en algunes fotografies fetes per l'autor fossin dissenyats pel mateix artista. Tal com s'aprecia en moltes fotografies, Klimt solia vestir túnica i sandàlies quan estava a casa seva. Feia una vida bastant senzilla, completament absorbit per la feina i la família, i exceptuant algunes trobades amb altres artistes de la Sezession, Klimt solia evitar les trobades de societat i els cercles intel·lectuals “de cafè”. Tot i la seva imatge de llibertí, Klimt també portava la seva vida sexual d'una manera discreta, i tot i que es rodejava de models femenines de molt diversa categoria social, no es va veure mai implicat personalment en cap escàndol públic. Atrets per la seva gran fama, alguns clients que anaven a casa seva solien descobrir que Klimt podia permetre’s ser molt selectiu abans d'acceptar un encàrrec.
Un cop acceptat un encàrrec, l'artista iniciava el seu particular mètode de treball, després de llargues meditacions i prolongades sessions de posat de models. La naturalesa obertament eròtica de les seves obres solia quedar «suavitzada» per un enfocament al·legòric, o simbòlic, que la feia d'alguna manera més admissible per a l'opinió pública de la burgesia vienesa. Klimt no va destacar mai per les seves aportacions teòriques. No va escriure gairebé res sobre la seva visió artística o els seus mètodes. De la mateixa manera, no va escriure mai un diari, i la seva correspondència es limita a algunes postals enviades a Flöge.

### Vellesa i fama pòstuma
El 1911, gràcies a La vida i la mort, Klimt és guardonat amb el primer premi de l'Exposició Internacional de Roma, que compartí amb el català Hermen Anglada i Camarasa. El 1915, va morir la seva mare, Anna, i tres anys més tard, després d'haver tingut un infart, una pneumònia i la grip espanyola, va morir ell. L'artista, a punt de morir, va demanar per Emilie Flöge, vint anys menor que ell i amb la qual no va voler mai contraure matrimoni. Al seu taller va deixar una gran quantitat d'obres inacabades. Un nombre considerable de les seves obres van ser confiscades per la dictadura nazi. Amb l'avançament de les tropes enemigues, i en veure que les seves obres es convertirien en botí de guerra, van decidir cremar el castell on seguien confiscades.
Les obres de Klimt han batut alguns rècords a les subhastes d'art. Al novembre del 2003, un paisatge d'Attersee va ser venut per 29 milions de dòlars, una xifra que aviat va quedar eclipsada pels preus finals d'altres de les seves obres. El 2006, el primer retrat d'Adele Bloch-Bauer va ser venut a la Neue Galerie de Nova York per 135 milions de dòlars, i va superar així el rècord establert pel Noi amb pipa (1905) de Picasso (venut el 5 de maig del 2004 per 104 milions de dòlars). El 7 d'agost del 2006, la casa de licitacions Christie’s va anunciar la subhasta d'un nou lot d'obres de Klimt, que havien sigut recuperades per Maria Altman i els seus hereus després d'un llarg plet que els va enfrontar amb el govern austríac. Finalment, el segon retrat d'Adele Bloch-Bauer va ser subhastat el novembre del 2006 –i es va convertir en la tercera obra d'art més cara de la història–, La Pomera, I (aprox. 1912) va ser venut per 33 milions, el Bosc de Bedolls (1903) per més de 40 milions de dòlars, i les Cases d'Unterach, al llac Atter (1916) per 31 milions. En total, les cinc peces van representar un valor total de 327 milions de dòlars.

## Estil i temes recurrents
L'obra de Klimt s'ha identificat com d'una sumptuosa decoració basada en daurats i elements ornamentals de colors vius, i també amb formes fàl·liques encobertes que indiquen el caràcter dels dibuixos en els quals s'inspirava. En la primera versió de Judit, per exemple, tot i que també en El petó i, sobretot en la Dànae del 1907, apareixen elements abstractes i d'un caràcter sexual inconfusible. Sent la dona un dels temes més recurrents de Klimt, resulta lògic que l'artista representés moltes de les facetes del caràcter femení, tot i que sentia especial predilecció per un tipus de dona agressiva i dominant que podria identificar-se amb el model icònic de la dona fatal.

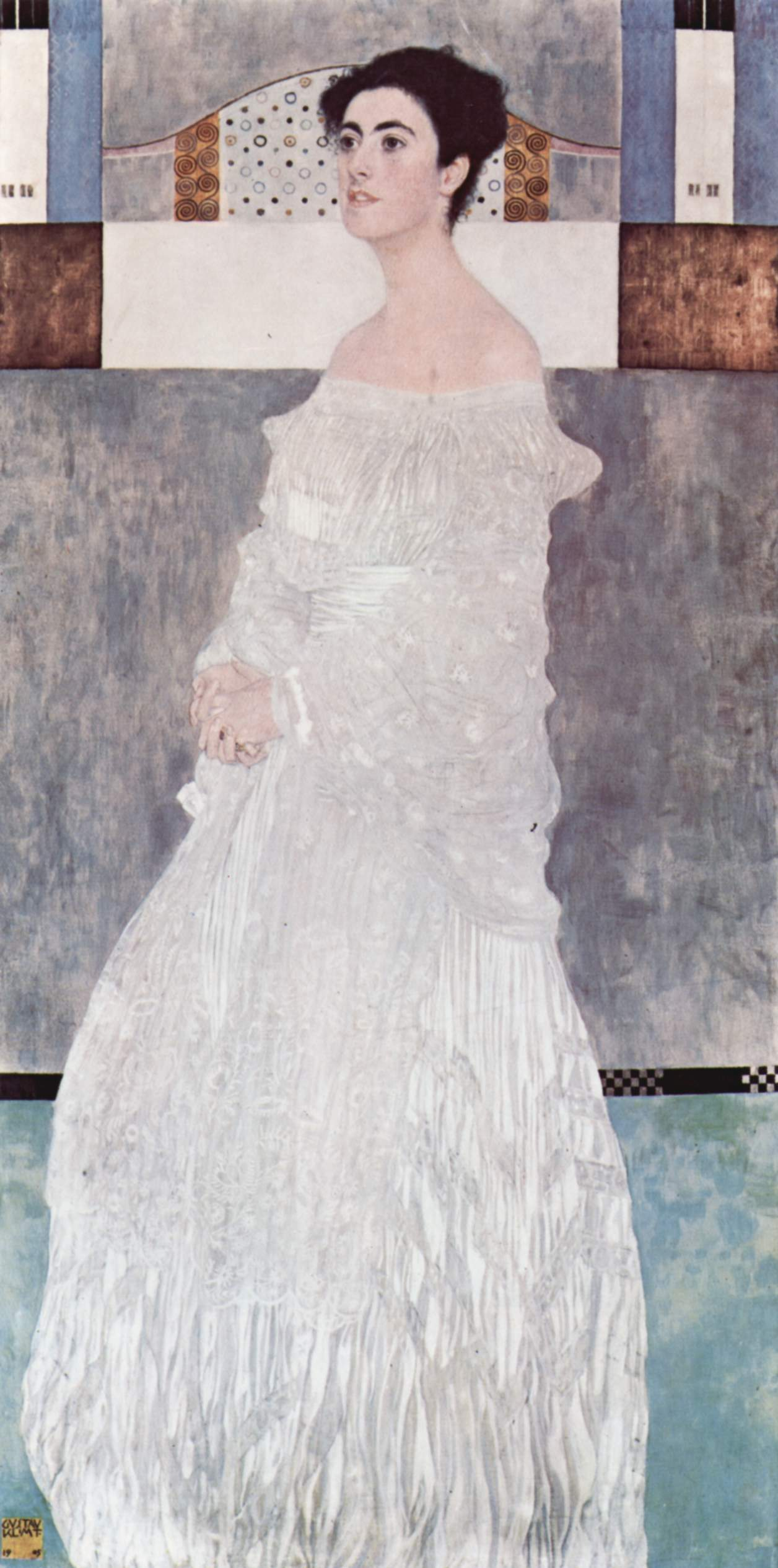
Retrat de Margaret Stonborough-Wittgenstein 180x90 cm (1905) Neue Pinakothek, Múnic

Els historiadors de l'art coincideixen a assenyalar el caràcter eclèctic del seu estil pictòric i s'hi han apuntat, entre d'altres, referències a l'art antic egipci, a la cultura micènica, a la Grècia clàssica i a l'art romà d'Orient. Home de formació clàssica, Klimt no sentia objecció a manifestar el seu entusiasme per l'art d'artistes medievals –com Durero– o exòtics com els artistes de l'escola Rinpa japonesa. Les seves obres de maduresa es caracteritzen per un rebuig dels seus inicis naturalistes, i és per això que s'ha assenyalat el progressiu desenvolupament de motius simbòlics o abstractes que emfatitzaven la llibertat d'esperit que va impregnar totes les avantguardes artístiques de principis del segle xx.
De la mateixa manera, resulta significatiu el valor de la línia en la seva obra. En les seves dramàtiques composicions –utilitzant a vegades punts de vista estranys, plans verticals i talls atípics– destaca el caràcter innovador de la seva plàstica, que anticipa el valor expressiu de la línia que caracteritzarà l'expressionisme posterior.

## Llegat
L'obra de Klimt va tenir una enorme influència, sobretot en el grup de la Secessió Vienesa. En el seu paper de líder del grup, Klimt no sols va ser una poderosa influència per a artistes com Egon Schiele, sinó que va tractar de donar suport a l'obra d'aquests joves talents amb la institució del Kunsthalle el 1917, amb el qual pretenia evitar l'èxode d'artistes a l'estranger. La seva relació amb l'aristocràcia i la intel·lectualitat vienesa li va permetre un contacte estret amb les personalitats més importants del continent, com Oskar Kokoschka i Alma Mahler, entre d'altres. La seva estètica inconfusible i un cert aroma decadentista amb què se sol identificar la seva obra, l'han convertit en un referent ineludible de la moda i l'estètica contemporània. Les astronòmiques xifres a què han arribat les seves obres a les subhastes proven, en certa manera, que l'èxit comercial de Klimt no ha decaigut un segle després de la seva mort. També s'han fet pel·lícules sobre la seva vida –la més coneguda, protagonitzada per John Malkovich, va ser estrenada el 28 de gener del 2006 durant el Festival Internacional de Cine de Rotterdam (Països Baixos).

## Obres seleccionades

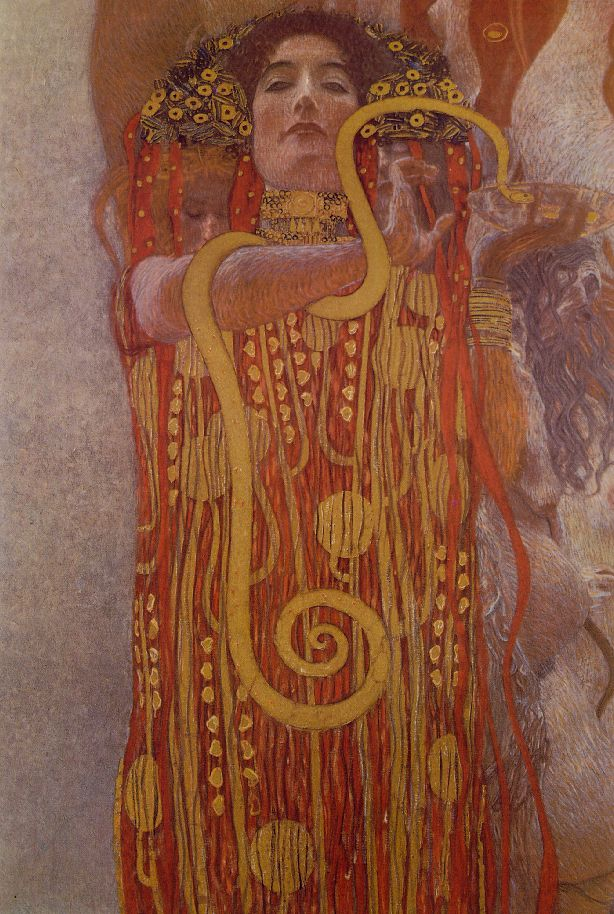
Pintures de Klimt per al sostre de l'Aula Magna de la Universitat de Viena
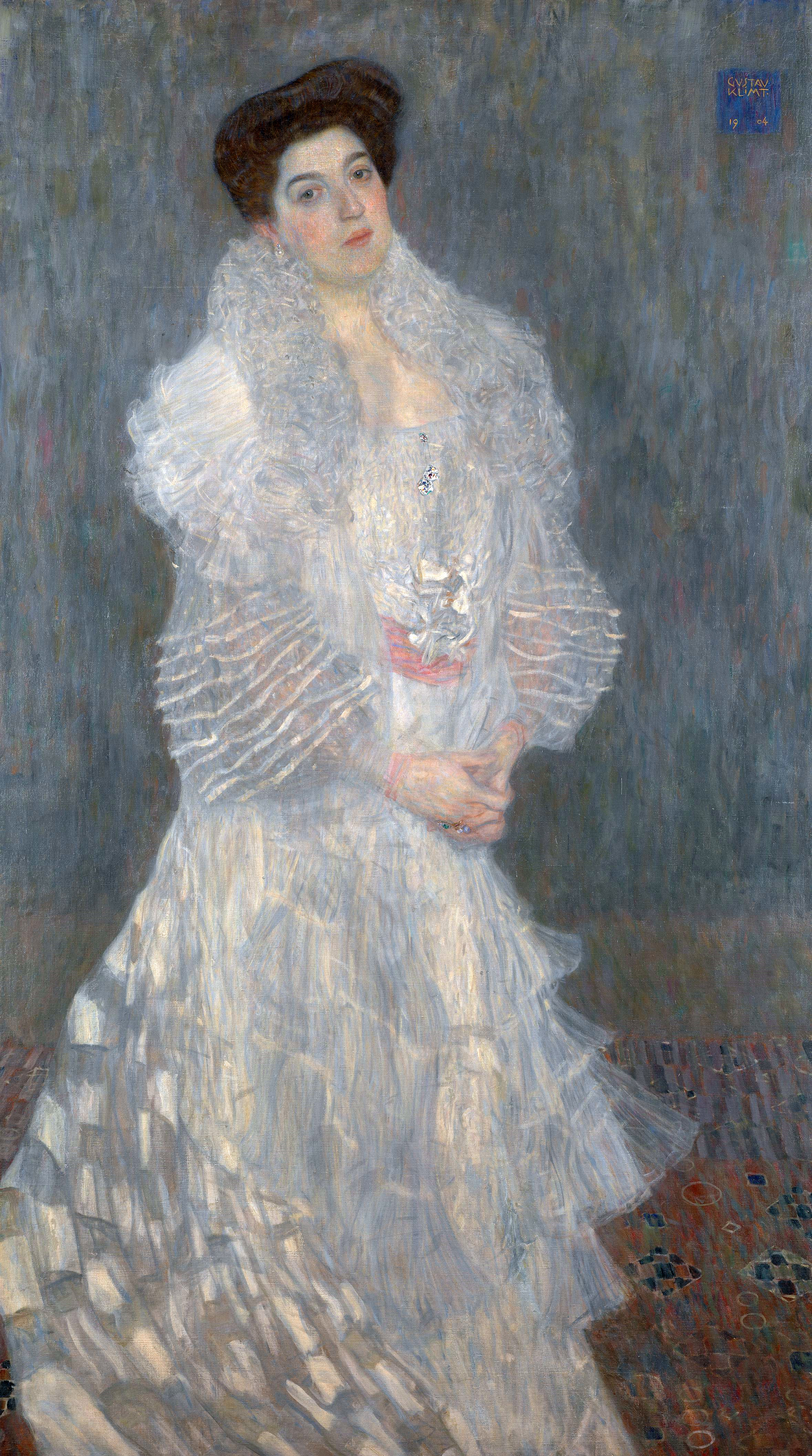
Retrat de Hermine Gallia, 1904

- Fris del Palau Stoclet (mosaic), Brussel·les, Bèlgica
- Fàbula (1883)
- Teatre a Taormina (1886-1888)
- Auditori del vell Burgtheater de Viena (1888)
- Retrat del pianista i professor de piano Joseph Pembauer (1890)
- Noia de Tanagra, antiguitat grega (1890-1891)
- Retrat femení. Alguns especialistes d'art han identificat a la dona retratada com a l'esposa del doctor Heymann (1894)
- La música I (1895)
- Amor (1895)
- Escultura (1896)
- Tragèdia (1897)
- La música II (1898)
- Palas Atenea (1898)
- Aigua en moviment (1898)
- Retrat de Sonja Knips (1898)
- Sang de peix (1898)
- Schubert al piano (1899)
- Després de la pluja (Hort amb gallines a Santa Agatha) (1899)
- Ondines (Peixos platejats) (1899)
- Les Sirenes (1899)
- Filosofia (1899-1907)[20]
- Nua Veritas (1899)
- Retrat de Serena Lederer (1899)
- Medicina (Hygieia), decoració del sostre de l'aula Magna de la nova Universitat de Viena (1900-1907)
- Música (Litografia) (1901)
- Judit I (1901)
- Bosc de Bedolls (Birkenwald) (1901)
- Peixos daurats (dedicat als seus crítics) (1901-1902)
- Retrat de Gertha Felsovanyi (1902)
- Retrat de Emilie Flöge (1902)
- Bosc de faigs (1902)
- Bosc de faigs I (1902)
- Fris de Beethoven (1902)[21][22]
- L'esperança I (1903)
- Perera (1903)
- La vida és una lluita (El cavaller daurat) (1903)
- Jurisprudència (1903-1907)[23]
- Serps aquàtiques I (1904-1907)
- Serps aquètiques II (1904-1907)
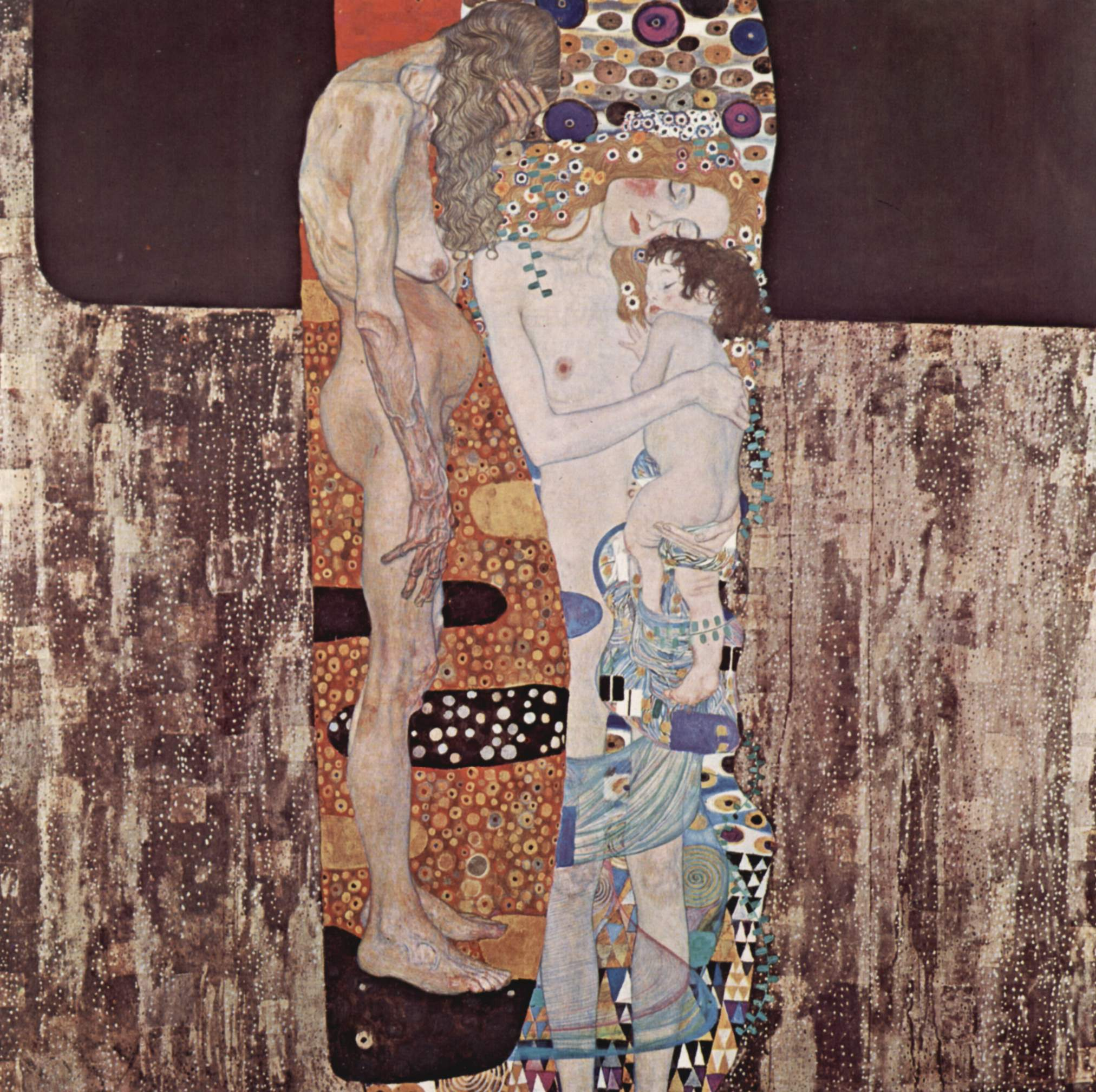
Les tres edats de la dona (1905)
- Retrat de Margaret Stonborough-Wittgenstein (1905)
- Jardí (1905-1906)
- Jardí amb gira-sols (1905-1906)
- Fris Stoclet (1905-1909)
- Retrat de Fritsa Reidler (1906)
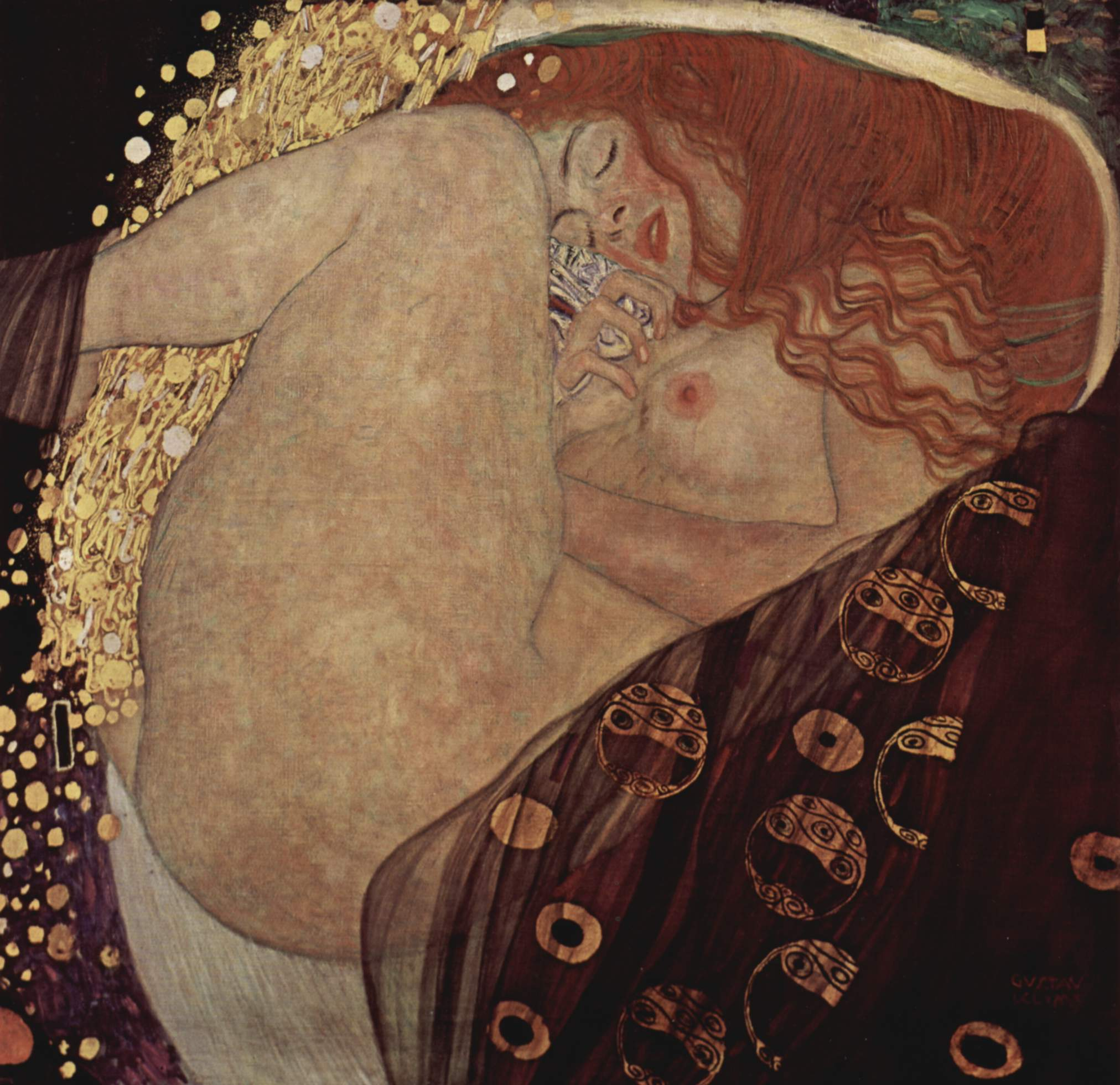
El gira-sol (1906-1907)
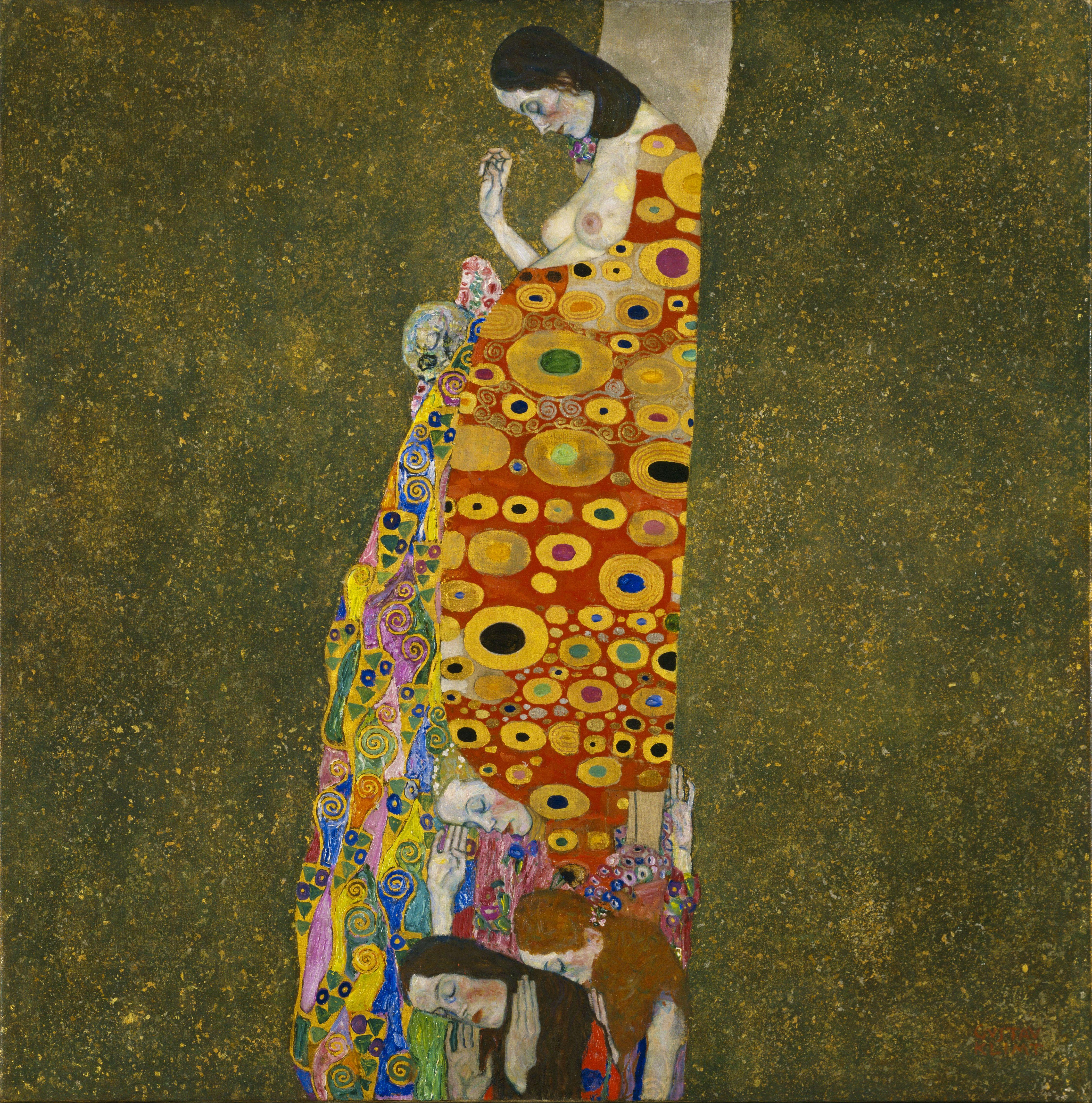
L'esperança II (1907-1908)
- Dànae (la pluja daurada) (1907)
- Retrat d'Adele Bloch-Bauer I (1907)
- Prat de roselles (1907)
- Palau Kammer a la riba del llac Atter I (1908)
- El bes (1907-1908)
- Dama amb barret i boa (1909)
- Arbre de la vida (1909)
- Judit II (Salomé) (1909)
- El barret de plomes negre (1910)
- Palau Kammer a la riba del llac Atter III (1910)
- El parc (1910)
- Jardí amb crucifix (1911-1912)
- Pomera I (1912)
- Casa de guardaboscs a Weibenbach, a la riba del llac Atter (1912)
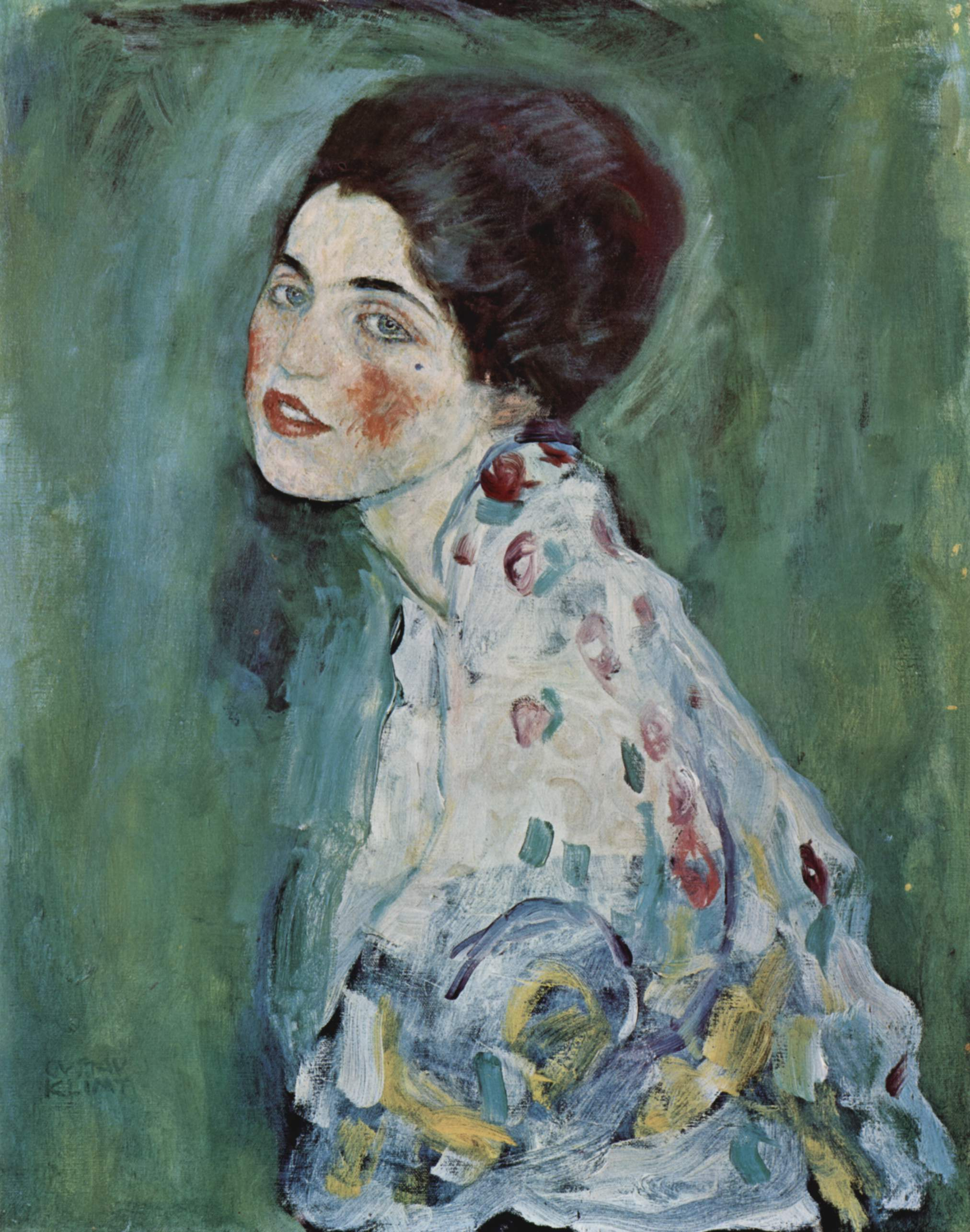
Retrat de Mäda Primavesi (1912)
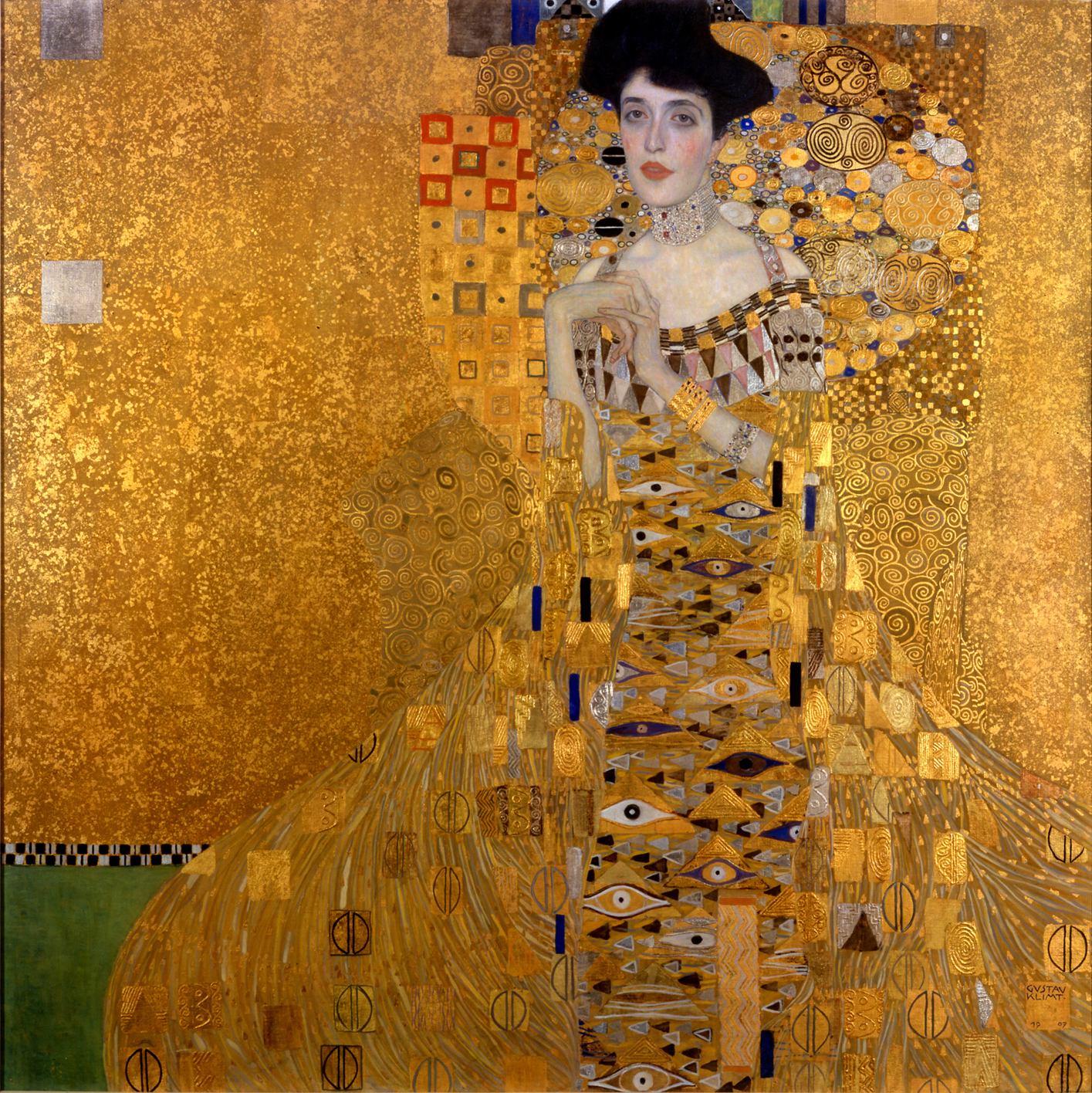
Retrat d'Adele Bloch-Bauer II (1912)
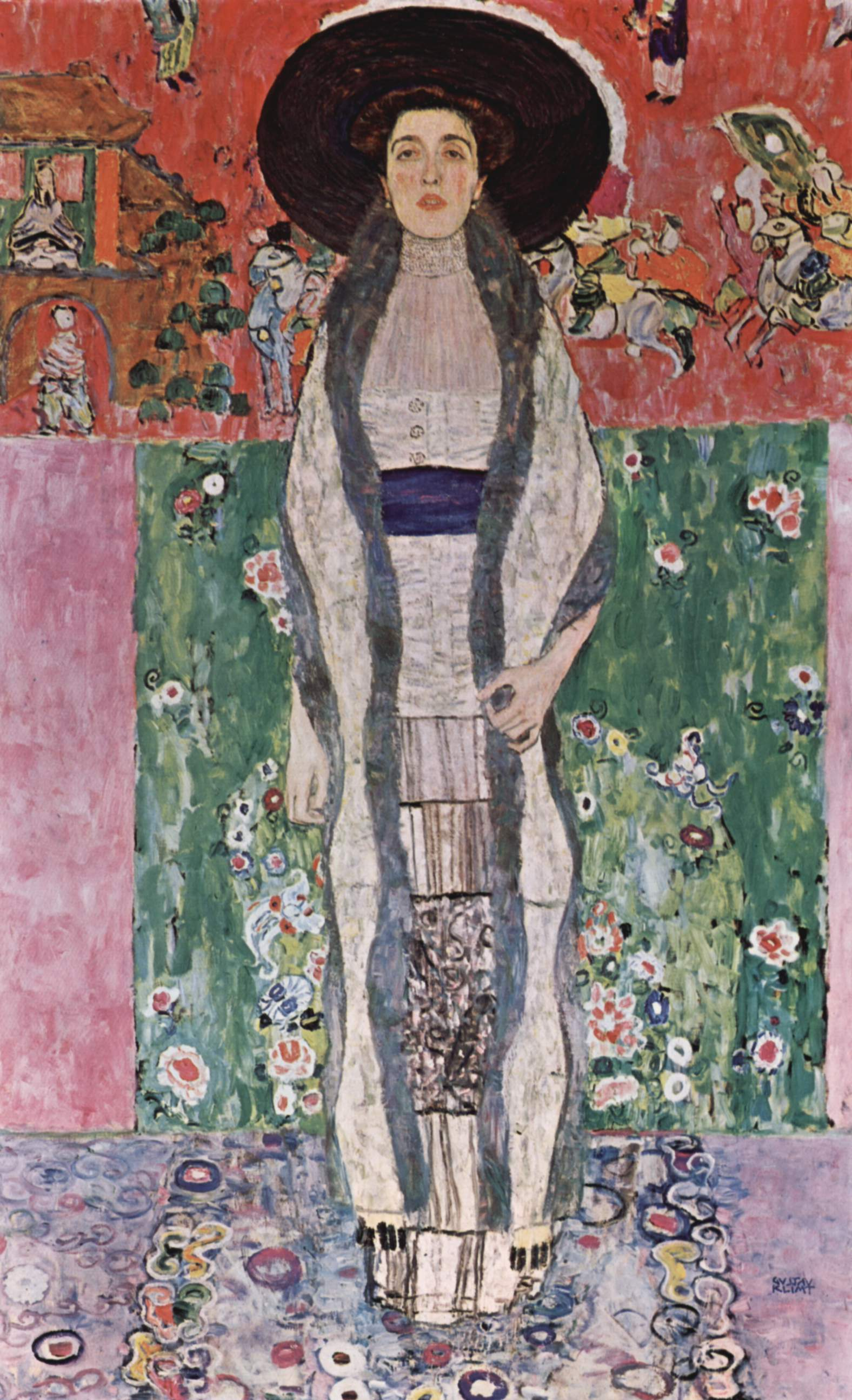
Retrat d'Adele Bloch-Bauer II, 1912

- La verge (Die Jungfrau) (1913)
- Església de Cassone (1913)
- Dona mig despullada recolzada (1913)
- Dona mig despullada recolzada, amb els ulls tancats (1913)
- Retrat d'Eugenia Primavesi (1913-1914)
- Lovers, drawn from the right (1914)
- Baronessa Elisabeth Bachofen-Echt (1914)
- Dona mig despullada tombada (1914-1915)
- Retrat de Friederike Maria Beer (1916)
- Cases a Unterach a la riba del llac (1916)
- Mort i vida (1916)
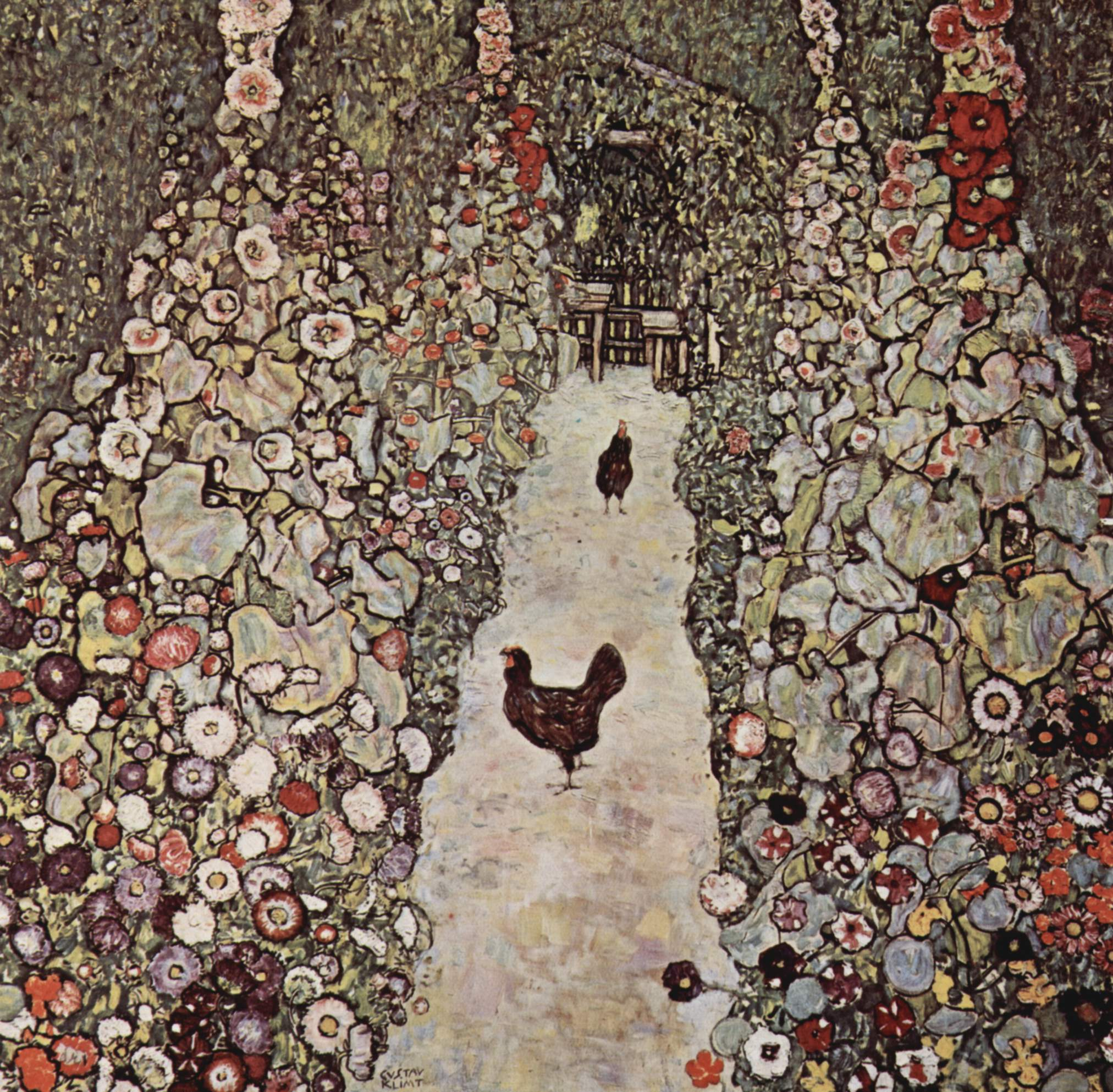
Camí de jardí amb gallines (1916)
- Les amigues (1916-1917)
- Dona assentada amb les cuixes separades (1916-1917)
- La ballarina (1916-1918)
- Leda (destruït) (1917)
- Retrat femení (inacabat) (1917-1918)
- La núvia (inacabat) (1917-1918)
- Adam i Eva (inacabat) (1918-1918)
- Retrat de Johanna Staude (inacabat) (1917-1918)  - Fragment de les pintures al sostre de la Universitat de Viena
  - Retrat de Hermine Gallia, 1904
  - Les tres edats de la dona, 1905
  - Dànae, 1907
  - Esperança II, 1907-1908
  - Retrat de dama, 1908
  - Retrat d'Adele Bloch-Bauer I, 1907
  - Retrat d'Adele Bloch-Bauer II, 1912
  - Jardí amb galls, 1917

## La «moneda d'or» de pintura
Pel seu imponent llegat artístic i la seva relació familiar amb el gravat en or, Gustav Klimt ha estat tema freqüent dels artistes de medalles i monedes de col·lecció. La més recent és una moneda d'or timbrada en 100 euros, encunyada el 5 de novembre del 2003. Al revers, la moneda mostra Klimt al seu estudi, amb dues obres inacabades sobre cavallets.